# 1. Līga 2008
La 1. Līga 2008 è stata la 17ª edizione della seconda divisione del calcio lettone dalla ritrovata indipendenza. Il Daugava Riga ha vinto il campionato, ottenendo la promozione in massima serie.

## Stagione

### Novità
Il campionato era composto da 15 squadre, anziché 16. Dato che la Virslīga 2007 non prevedeva retrocessioni, le neo promosse Vindava e Blāzma non furono sostituite da squadre retrocesse. L'Abuls Smiltene fu nuovamente ripescato; Multibanka e Kauguri-PBLC si fusero dando vita al Kauguri/Multibanka Jūrmala. Dalla 2. Līga vennero ammesse Spartaks Jūrmala, Gulbene-2005 e Jēkabpils, mentre fu di nuovo ammessa la formazione riserve del Metalurgs Liepāja.

### Formula
Le quindici squadre partecipanti si affrontavano in turni di andata e ritorno per un totale di 30 turni e 28 incontri per squadra. La formazione prima classificata era promossa in Virslīga 2009, la seconda effettuava uno spareggio con al penultima di Virslīga 2008, mentre le ultime classificate erano retrocesse in 2. Līga.
Erano assegnati tre punti per la vittoria, uno per il pareggio e zero per la sconfitta. In caso di arrivo in parità si teneva conto della classifica avulsa.

## Squadre partecipanti
| Club                | Città     | Stagione precedente                                                 |
| ------------------- | --------- | ------------------------------------------------------------------- |
| Abus Smiltene       | Smiltene  | 15° in 1. Līga, retrocesso e in seguito ripescato                   |
| Auda Ķekava         | Rīga      | 3° in 1. Līga                                                       |
| Daugava Riga        | Rīga      | 11° in 1. Līga                                                      |
| Gulbene-2005        | Gulbene   | vince il girone nord-est, perde la semifinale di 2. Līga, ripescato |
| Jaunība Rīga        | Rīga      | 6° in 1. Līga                                                       |
| Jēkabpils           | Jēkabpils | 2º nel girone Latgale, perde la finale di 2. Līga, promosso         |
| Jelgava             | Jelgava   | 5° in 1. Līga                                                       |
| Kauguri/Multibanka  | Jūrmala   | 7° in 1. Līga come Kauguri-PBLC, 13° come Multibanka                |
| Metalurgs Liepāja-2 | Liepāja   | Formazione riserve                                                  |
| Metta/LU            | Rīga      | 4° in 1. Līga                                                       |
| Spartaks Jūrmala    | Jūrmala   | 2º nel girone Zemgale, vince la finale di 2. Līga, promosso         |
| Tranzit             | Ventspils | 14° in 1. Līga                                                      |
| Tukums 2000         | Tukums    | 12° in 1. Līga                                                      |
| Valmiera/Viktorija  | Valmiera  | 10° in 1. Līga                                                      |
| Zibens/Zemessardze  | Ilūkste   | 9° in 1. Līga                                                       |

## Classifica finale
|  | Pos. | Squadra             | Pt | G  | V  | N | P  | GF | GS  | DR   |
|  | ---- | ------------------- | -- | -- | -- | - | -- | -- | --- | ---- |
|  | 1.   | Daugava Riga        | 63 | 28 | 20 | 3 | 5  | 89 | 26  | +63  |
|  | 2.   | Tranzit             | 63 | 28 | 19 | 6 | 3  | 78 | 25  | +53  |
|  | 3.   | Jaunība Rīga        | 60 | 28 | 19 | 3 | 6  | 68 | 28  | +40  |
|  | 4.   | Jelgava             | 60 | 28 | 19 | 3 | 6  | 63 | 41  | +22  |
|  | 5.   | Metta/LU            | 48 | 28 | 13 | 9 | 6  | 43 | 27  | +16  |
|  | 6.   | Auda Ķekava         | 45 | 28 | 13 | 6 | 9  | 57 | 41  | +16  |
|  | 7.   | Valmiera/Viktorija  | 40 | 28 | 11 | 7 | 10 | 53 | 42  | +11  |
|  | 8.   | Zibens/Zemessardze  | 38 | 28 | 10 | 8 | 10 | 56 | 51  | +5   |
|  | 9.   | Jēkabpils           | 38 | 28 | 12 | 2 | 14 | 45 | 55  | −10  |
|  | 10.  | Metalurgs Liepāja-2 | 37 | 28 | 10 | 7 | 11 | 47 | 47  | 0    |
|  | 11.  | Spartaks Jūrmala    | 33 | 28 | 9  | 6 | 13 | 32 | 44  | −12  |
|  | 12.  | Tukums 2000         | 29 | 28 | 7  | 8 | 13 | 50 | 55  | −5   |
|  | 13.  | Kauguri/Multibanka  | 21 | 28 | 5  | 6 | 17 | 30 | 65  | −35  |
|  | 14.  | Gulbene-2005        | 16 | 28 | 4  | 4 | 20 | 30 | 80  | −50  |
|  | 15.  | Abuls Smiltene      | 0  | 28 | 0  | 0 | 28 | 12 | 125 | -113 |

## Verdetti finali
- Daugava Riga promosso in Virslīga 2009.
- Tranzit ammesso allo Spareggio promozione, in seguito perso.
- Abuls Smiltene e Gulbene-2005 retrocessi in 2. Līga.